# Palghar
Palghar là một thành phố và là nơi đặt hội đồng đô thị (municipal council) của quận Thane thuộc bang Maharashtra, Ấn Độ.

## Địa lý
Palghar có vị trí 19°41′B 72°45′Đ / 19,68°B 72,75°Đ Nó có độ cao trung bình là 7 mét (22 feet).

## Nhân khẩu
Theo điều tra dân số năm 2001 của Ấn Độ, Palghar có dân số 52.699 người. Phái nam chiếm 54% tổng số dân và phái nữ chiếm 46%. Palghar có tỷ lệ 73% biết đọc biết viết, cao hơn tỷ lệ trung bình toàn quốc là 59,5%: tỷ lệ cho phái nam là 78%, và tỷ lệ cho phái nữ là 67%. Tại Palghar, 13% dân số nhỏ hơn 6 tuổi.